# Robert Moldoveanu
Robert Marian Moldoveanu (sinh ngày 8 tháng 3 năm 1999) là một cầu thủ bóng đá người România thi đấu cho Dinamo București ở vị trí tiền đạo.